# Hecadula brasiliensis
Hecadula brasiliensis är en insektsart som beskrevs av Dietrich och Rakitov 2002. Hecadula brasiliensis ingår i släktet Hecadula och familjen dvärgstritar. Inga underarter finns listade i Catalogue of Life.